# Veronica polozhiae
Veronica polozhiae är en grobladsväxtart som beskrevs av A.S. Revuschkin. Veronica polozhiae ingår i släktet veronikor, och familjen grobladsväxter. Inga underarter finns listade i Catalogue of Life.